# Wilhelm Friedrich Christian Gustav Krafft
Wilhelm Friedrich Christian Gustav Krafft (* 21. November 1805 in Neustadt an der Aisch; † 27. Februar 1864 in Nürnberg) war ein deutscher Politiker.

## Leben
Wilhelm Krafft studierte von 1823 bis 1826 Rechtswissenschaften an den Universitäten Erlangen und Heidelberg. 1823 wurde er aktives Mitglied der alten Erlanger Burschenschaft und nach dem Universitätswechsel 1825 bei der Alten Heidelberger Burschenschaft. 1827 begann er als Rechtspraktikant beim Landgericht Neustadt an der Aisch seine Juristenlaufbahn und wurde einige Jahre später Rechtsanwalt.
Während der Deutschen Revolution 1848/49 war Krafft Teilnehmer am Frankfurter Vorparlament und Mitglied im Fünfzigerausschuss. Bei den Wahlen zur Nationalversammlung wurde er in Nürnberg als Kandidat der konstitutionell-gemäßigten Wahlmänner zum ersten Ersatzmann gewählt. Da der gewählte Dr. Johann Gottfried Eisenmann das Mandat im Mai 1849 aus gesundheitlichen Gründen abgab, vertrat Krafft Nürnberg bei der Frankfurter Nationalversammlung vom 18. Mai 1848 bis zum 24. Mai 1849 in der Paulskirche.
Er trat erst der Fraktion Casino und dann Landsberg bei. Sein Abstimmungsverhalten in der Malmöer Waffenstillstandsfrage im Herbst 1848 (es wurde ein Waffenstillstand auf sieben Monate zwischen Dänemark und Preußen geschlossen) wurde von seinen Gegnern in einer heftigen Pressekampagne angeprangert. Im Rahmen der Paulskirchenverfassung schloss sich Krafft der Wahl des preußischen Königs Friedrich Wilhelm IV. zum Deutschen Kaiser an und war auch Mitglied der Kaiserdeputation vom 30. März bis 3. April 1849. Im Juni 1849 nahm er am Gothaer Nachparlament teil.
In der Folgezeit war Krafft als Konsulent der Huttenschen Familienstiftung in Nürnberg tätig. Er war der letzte private Besitzer des Welserhofes in Nürnberg. Das Gebäude wurde nach ihm in Krafftsches Haus umbenannt und 1896 von der Stadt Nürnberg erworben.